# Журнал Общества счетоводов
Журнал Общества счетоводов — ежемесячный журнал по бухгалтерии, преобразованный из журнала «Практическая Жизнь»; издавался в Санкт-Петербурге, а с 27 июня 1896 — в Москве. Редактировался и издавался Ф. В. Езерским на свои средства. Закрылся в 1900 г.